# Welcome to the Jungle (sång)
"Welcome to the Jungle" är en låt av hårdrocksgruppen Guns N' Roses och det första spåret på gruppens debutalbum Appetite for Destruction, utgivet den 21 juli 1987. 
"Welcome to the Jungle" handlar om hur det var för gruppens sångare "W. Axl Rose" när han flyttade till den amerikanska staden Los Angeles och möttes av allt som fanns på gatorna och att allt kostar. Låten skilde sig från många andra rocklåtar från den tiden på grund av introt och för att den inte har ett lyckligt slut.
Låten blev Guns N' Roses första större hit. 
Låten är med i spelet Grand Theft Auto: San Andreas, där den spelas på den fiktiva radiokanalen Radio X.
Den är även med i spelet Guitar Hero 3

## Listplaceringar
| Lista (1987-1989) | Topplacering |
| ----------------- | ------------ |
| Australien        | 41           |
| Nederländerna     | 84           |
| Nya Zeeland       | 6            |

### Fotnoter
1. ↑  ”Arkiverade kopian”. Arkiverad från originalet den 12 april 2010. https://web.archive.org/web/20100412114732/http://www.rollingstone.com/news/coverstory/greatestsingers/page/64. Läst 31 maj 2011.
2. ↑  #Davis 2008 pg. 162, "Welcome to the Jungle opens the album with its whole lotta guitar stutter, a specific tribute to the original blitzkrieg riff on Led Zeppelin's 'Whole Lotta Love.' The Zeppelin vibe continues with the moaning winds of the long journey to metal hell,"
3. ↑  ”Listplacering”. http://australian-charts.com/showitem.asp?interpret=Guns+N%27+Roses&titel=Welcome+To+The+Jungle&cat=s. Läst 31 maj 2011.
4. ↑  ”Listplacering”. http://dutchcharts.nl/showitem.asp?interpret=Guns+N%27+Roses&titel=Welcome+To+The+Jungle&cat=s. Läst 31 maj 2011.
5. ↑  ”Listplacering”. Arkiverad från originalet den 6 oktober 2013. https://web.archive.org/web/20131006064531/http://charts.org.nz/showitem.asp?interpret=Guns+N%27+Roses&titel=Welcome+To+The+Jungle&cat=s. Läst 31 maj 2011.